# Oxytropis krylovi
Oxytropis krylovi là một loài thực vật có hoa trong họ Đậu. Loài này được Shipcz. miêu tả khoa học đầu tiên.